# Morganville (Kansas)
Morganville è una città degli Stati Uniti d'America della contea di Clay nello Stato del Kansas.